# Современное пятиборье на Европейских играх 2023
Современное пятиборье на Европейских играх 2023 года - соревнования по современному пятиборью на Европейских играх 2023 состоялись в городе Краков в Польше с 25 июня по 1 июля на площадках спортивного комплекса. Разыграно 5 комплектов наград. В соревнованиях приняли участие 119 спортсменов из 26 стран Европы. В ходе соревнований разыграны квоты на летние Олимпийские игры 2024 года, которые состоятся в Париже.

## Календарь
| ЦО | Церемония открытия | 2 | Финалы соревнований | ЦЗ | Церемония закрытия |

| Июнь-Июль             | Июнь-Июль             | 21 Ср | 22 Чт | 23 Пт | 24 Сб | 25 Вс | 26 Пн | 27 Вт | 28 Ср | 29 Чт | 30 Пт | 1 Сб | 2 Вс | Медали |
| --------------------- | --------------------- | ----- | ----- | ----- | ----- | ----- | ----- | ----- | ----- | ----- | ----- | ---- | ---- | ------ |
| Современное пятиборье | Современное пятиборье |       |       |       |       | ●     | ●     | ●     | ●     | 1     |       | 4    |      | 5      |

### Медалисты

#### Мужчины
| Категория                            | Золото                                                     | Серебро                                                      | Бронза                                                      |
| Индивидуальные соревнования. Мужчины | Джорджио Малан · Италия                                    | Джозеф Чонг · Великобритания                                 | Шаба Бём · Венгрия                                          |
| Командные соревнования. Мужчины      | Великобритания · Чарли Браун · Джозеф Чонг · Майлес Пиллаж | Франция · Валентин Белод · Валентин Прадес · Кристофер Патте | Италия · Джорджио Малан · Роберто Мичели · Маттео Кичинелли |

#### Женщины
| Категория                            | Золото                                                       | Серебро                                                               | Бронза                                            |
| Индивидуальные соревнования. Женщины | Алисе Сотеро · Италия                                        | Лаура Хередия · Испания                                               | Оливия Грин · Великобритания                      |
| Командные соревнования. Женщины      | Германия · Аника Зиллекенс · Ребекка Лангрер · Янина Кольман | Литва · Лаура Асадаускайте · Гинтаре Венчскаускайте · Ева Серапинайте | Венгрия · Мишель Гиляш · Лука Барта · Бланка Гузи |

#### Микст
| Категория | Золото                                  | Серебро                                 | Бронза                                           |
| Микст     | Чехия · Каролина Кренкова · Мартин Влач | Венгрия · Камилла Рети · Михалы Колежар | Великобритания · Джессика Варлий · Самуэль Карри |

### Общий зачёт
*   Принимающая страна (Польша)
| Место          | Страна         | Золото | Серебро | Бронза | Всего |
| -------------- | -------------- | ------ | ------- | ------ | ----- |
| 1              | Италия         | 2      | 0       | 1      | 3     |
| 2              | Великобритания | 1      | 1       | 2      | 4     |
| 3              | Германия       | 1      | 0       | 0      | 1     |
| 3              | Чехия          | 1      | 0       | 0      | 1     |
| 5              | Венгрия        | 0      | 1       | 2      | 3     |
| 6              | Испания        | 0      | 1       | 0      | 1     |
| 6              | Литва          | 0      | 1       | 0      | 1     |
| 6              | Франция        | 0      | 1       | 0      | 1     |
| Всего стран: 8 | Всего стран: 8 | 5      | 5       | 5      | 15    |